# Hishimonus tortuosus
Hishimonus tortuosus är en insektsart som beskrevs av Kuoh 1976. Hishimonus tortuosus ingår i släktet Hishimonus och familjen dvärgstritar. Inga underarter finns listade i Catalogue of Life.